# Matjaž Berger
Matjaž Berger, slovenski režiser in dramaturg, * 31. januar 1964, Novo mesto.

## Življenjepis
Berger je osnovno šolo in gimnazijo končal v Novem mestu, nato pa se je vpisal na AGRFT.
Po končanem študiju je nekaj let poučeval slovenščino na novomeški gimnaziji. Kasneje je postal prepoznaven kot režiser treh proslav ob okroglih obletnicah samostojne Slovenije, ob peti, deseti in dvajseti. Režiral je tudi  poslovilni nastop Katarine Venturini in Andreja Škufce, uvod v poslovilno tekmo Jureta Zdovca z reprezentančnimi kolegi iz selekcij, ki so osvojile svet, odprtje Gira d’Italia v Kranju leta 1994, petindevetdesetletnico in proslavo stoletnice Leona Štuklja v Novem mestu,.
Berger je ravnatelj novomeškega Anton Podbevšek Teatra, ki ga je sam ustanovil.

## Nagrade[4]
- Trdinova nagrada (2006)[5]
- Borštnikova nagrada za avtorski uprizoritveni diskurz (Henry James: Portret neke gospe; APT NM in Teatri di vita Bologna) (2009)
- nagrada Mednarodnega Olimpijskega komiteja za umetniške dosežke na temo olimpizma (2014)